# 小野寺優太
小野寺 優太（おのでら ゆうた、1989年11月29日 - ）は、ジャパンラグビーリーグワン三菱重工相模原ダイナボアーズに所属するラグビーユニオン選手。

## プロフィール
- 茨城県出身[1]。
- ポジションはロック(LO)。
- 身長 187 cm、体重 110 kg
- ニックネームはゆうた、テキサス、デラ、おのD、D、C、おの。
- U20日本代表に選ばれたことがある[2]。

## 略歴
16歳からラグビーを始めた。
2008年、磯原高校卒業後、流通経済大学に入る。
2012年、流通経済大学卒業後、NECグリーンロケッツ(現・NECグリーンロケッツ東葛)に加入。同年8月31日に行われたジャパンラグビートップリーグ第1節のサントリーサンゴリアス戦に先発出場で公式戦初出場を果たす。
2017年、三菱重工相模原ダイナボアーズに加入。